# GameSpot
O GameSpot é um site especializado em jogos eletrônicos que traz notícias, análises, previews, downloads e outras informações relevantes sobre os jogos lançados no mercado. O site foi criado em maio de 1996 por Pete Deemer, Vince Broady e Jon Epstein. Foi comprado pela ZDNet, uma marca que, tempos depois, foi adquirida pela CNET. Em 2020, o site foi adquirido pela Red Ventures. O endereço GameSpot.com é um dos mais acessados do mundo, de acordo com o serviço Alexa Internet.
Além do conteúdo produzido pela equipe do GameSpot, o site também permite aos usuários que escrevam suas próprias análises e blogs, além de participar do fórum. Os fóruns são parcialmente compartilhados com os do GameFAQs.

## História
No início, o foco do site era em jogos para PC. Seu "site-irmão", o VideoGameSpot.com, foi lançado em dezembro de 1996 com foco nos consoles. Em 1997, o VideoGameSpot.com mudou de nome para VideoGames.com por um curto período, até que em 1998, os sites se uniram no que hoje é o GameSpot.com.
No dia 3 de outubro de 2005, o GameSpot adotou um novo design, similar ao do siteTV.com, hoje considerado seu "site-irmão".

## História Internacional
A GameSpot UK (Reino Unido) começou em outubro de 1997 operando até meados de 2002, oferecendo para os visitantes europeus um conteúdo diferente do site estadunidense. Durante esse período, em 1999 a PPAi (Periodical Publishers Association interactive) concedeu o prêmio de melhor website e em 2001 recebeu uma indicação. Seguido da compra do ZDNet pela CNET, a GameSpot UK fundiu com o site principal dos EUA.
No dia 24 de abril de 2006, a GameSpot UK foi relançada.
De maneira semelhante, a GameSpot AU (Austrália) começou com um projeto de análises de produção australianas no final da década de 90. Com o lançamento da CNET no país, o conteúdo da GameSpot.com.au foi agregado ao CNET.com.au. O site foi relançado no meio de 2006, com fórum especializado, análises, coberturas especiais, preços na moeda local, lançamento dos jogos nas datas australianas e mais notícias locais.
O GameSpot Brasil foi ao ar em 2018, trazendo conteúdo original e traduzido em português. A equipe original do site era composta por Bruno Araujo, Pedro Scapin, Gabriel Oliveira, Igor Pontes e Giulia Beatriz.

## Prêmio de "Jogo do Ano"
Anualmente, o GameSpot elege os melhores e piores jogos da temporada.
Até hoje, os vencedores dos prêmios de "Jogo do Ano" foram:
- 1996: Diablo (PC)[2]
- 1997: Total Annihilation (PC)[3]
- 1998: Grim Fandango (PC)[4]
- 1999: EverQuest (PC)[5]
- 2000: The Sims (PC)[6] e Chrono Cross (PS)[7]
- 2001: Serious Sam: The First Encounter (PC)[8] e Grand Theft Auto III (MULTI)[9]
- 2002: Metroid Prime (GameCube)[10]
- 2003: The Legend of Zelda: The Wind Waker (GameCube)[11]
- 2004: World of Warcraft (PC)[12]
- 2005: Resident Evil 4 (MULTI)[13]
- 2006: Gears of War (Xbox 360)[14]
- 2007: Super Mario Galaxy (Wii)[15]
- 2008: Metal Gear Solid 4: Guns of the Patriots (PS3)[16]
- 2009: Demon's Souls (PS3)[17]
- 2010: Red Dead Redemption (Xbox 360, PlayStation 3)[18]
- 2011: The Elder Scrolls V: Skyrim (PC, Xbox 360, PlayStation 3)[19]
- 2012: Journey (PlayStation 3)[20]
- 2013: The Last Of Us (PlayStation 3)
- 2014: Middle-earth: Shadow of Mordor (Xbox One, PlayStation 4, PC)
- 2015: The Witcher 3: Wild Hunt (Xbox One, PlayStation 4, PC)
- 2016: Overwatch (Xbox One, PlayStation 4, PC)

## GameCenter
O GameCenter era um serviço que permitia aos jogadores a hospedagem de seus próprios servidores, com salas de bate-papo, além da possibilidade de jogar uma variedade enorme de jogos contra outros jogadores ao redor do planeta. Foi descontinuado no dia 6 de março de 2006, sendo anexado ao serviço GameSpot Total Access.